# جون براون (لاعب كرة قدم أمريكية أمريكي)
جون براون (بالإنجليزية: John Brown)‏ هو لاعب كرة قدم أمريكية أمريكي، ولد في 3 أبريل 1990 في هومستيد في الولايات المتحدة.

## وصلات خارجية
- جون براون (لاعب كرة قدم أمريكية أمريكي) على موقع مرجع كرة القدم المحترفة.كوم (الإنجليزية)